# ماريا وبس (مسلسل)
ماريا وبس Simplemente Maria مسلسل مكسيكي مدبلج للغة العربية عرض على شاشة المؤسسة اللبنانية للإرسال في سنة 1995.

## روابط خارجية
- مسلسل ماريا و بس على موقع IMDb (الإنجليزية)
- مسلسل ماريا و بس على موقع كينوبويسك (الروسية)
- مسلسل ماريا و بس على موقع قاعدة بيانات الفيلم (الإنجليزية)